# Rasanān
Rasanān (persiska: رسنان) är en ort i Iran.   Den ligger i provinsen Teheran, i den norra delen av landet, 30 km öster om huvudstaden Teheran. Rasanān ligger 1 901 meter över havet och antalet invånare är 375.
Terrängen runt Rasanān är kuperad söderut, men norrut är den bergig.Runt Rasanān är det glesbefolkat, med 19 invånare per kvadratkilometer. Närmaste större samhälle är Būmahen, 13,0 km sydost om Rasanān. Trakten runt Rasanān består i huvudsak av gräsmarker.